# رستم حمیدوف
رستم حمیدوف (روسی: Рустэм Заки́евич Хами́тов؛ زادهٔ ۱۵ اوت ۱۹۵۴) سیاست‌مدار اهل کشور اتحاد جماهیر سوسیالیستی شوروی است. وی از سال ۲۰۱۰ تاکنون رئیس جمهور باشقیرستان است.